# Озериха (приток Юзы)
Озериха — река в Вологодской области России.
Протекает по территории Бабушкинского района. Исток — озеро Бабье. Слиянием с рекой Юзицей образует реку Юзу в 92 км от устья, являясь её правой составляющей. Длина реки составляет 15 км, площадь водосборного бассейна — 44,4 км². На реке расположена деревня Бабья.

## Данные водного реестра
По данным государственного водного реестра России относится к Верхневолжскому бассейновому округу, водохозяйственный участок реки — Унжа от истока и до устья, речной подбассейн реки — Бассей притоков Волги ниже Рыбинского водохранилища до впадения Оки. Речной бассейн реки — (Верхняя) Волга до Куйбышевского водохранилища (без бассейна Оки).
По данным геоинформационной системы водохозяйственного районирования территории РФ, подготовленной Федеральным агентством водных ресурсов:
- Код водного объекта в государственном водном реестре — 08010300312110000014641
- Код по гидрологической изученности (ГИ) — 110001464
- Код бассейна — 08.01.03.003
- Номер тома по ГИ — 10
- Выпуск по ГИ — 0